# 美滿家庭協進會
澳門天主教美滿家庭協進會原名為澳門公教婚姻輔導會，由來自香港公教婚姻輔導會的社工寶林·馬蓋爾與一群有志於家庭服務的人士，在澳門教區大力支持之下，籌辦一所為澳門提供家庭服務的機構，資金由天主教教區及澳門社會工作局資助。
服務內容包括婚姻輔導、家事調解、婚前輔導、沙盤遊戲治療、家庭輔導、賭場治療輔導、性治療輔導與自然家庭計劃輔導等。